# Alexander Domínguez
Alexander Domínguez Carabalí (Esmeraldas, 5 giugno 1987) è un calciatore ecuadoriano, portiere dell'LDU Quito e della nazionale ecuadoriana.

## Palmarès

### Club

#### Competizioni nazionali
- Campionato ecuadoriano: 3

LDU Quito: 2007, 2010, 2024
- Supercoppa ecuadoriana: 1

LDU Quito: 2025

#### Competizioni internazionali
- Coppa Libertadores: 1

LDU Quito: 2008
- Coppa Sudamericana: 1

LDU Quito: 2009
- Recopa Sudamericana: 2

LDU Quito: 2009, 2010